# مرغاسة
مرغاسة هي قرية في مقاطعة سردشت، إيران. يقدر عدد سكانها بـ 97 نسمة بحسب إحصاء 2016.